# Drei Tage von De Panne 2010
Die 34. Drei Tage von De Panne sind ein Rad-Etappenrennen, das vom 30. März bis zum 1. April 2010 stattfand. Es wurde in zwei Etappen, einer Halbetappe und einem kurzen Einzelzeitfahren über eine Distanz von insgesamt 538,75 Kilometern ausgetragen. Das Rennen ist Teil der UCI Europe Tour 2010 und dort in die höchste Kategorie 2.HC eingestuft.

## Etappen
| Etappe    | Tag      | Start – Ziel              | km    | Etappensieger    | Führender     |
| --------- | -------- | ------------------------- | ----- | ---------------- | ------------- |
| 1. Etappe | 30. März | Middelkerke – Oudenaarde  | 198   | Steve Chainel    | Steve Chainel |
| 2. Etappe | 31. März | Zottegem – Koksijde       | 214   | Sébastien Turgot | Luca Paolini  |
| 3. Etappe | 1. April | De Panne – De Panne       | 112   | Tyler Farrar     | Luca Paolini  |
| 4. Etappe | 1. April | De Panne – De Panne (EZF) | 14,75 | David Millar     | David Millar  |